# De Treffers
De Treffers é um clube holandês de futebol de Groesbeek, na Holanda. Foi fundado em 1 de agosto de 1919 e disputa a Topklasse, o terceiro nível do futebol holandês. Manda seus jogos no estádio Sportpark Zuid-Groesbeek, que tem capacidade para 4.000 espectadores.